# Sankt Maik
Sankt Maik è una serie televisiva tedesca prodotta da UFA Fiction e trasmessa dal 2018 al 2021 dall'emittente RTL Television. Protagonista della serie, nel ruolo di Maik Schäfer, è l'attore Daniel Donskoy; altri interpreti principali sono Bettina Burchard, Vincent Krüger, Susi Banzhaf, Marie Burchard, e Michael Raphael Klein, Steve Windolf, Bernd-Christian Althoff.
La serie si compone di tre stagioni, per un totale di 28 episodi, della durata di 45 minuti ciascuno. Il primo episodio, intitolato Vom Regen in die Kirche, fu trasmesso in prima visione il 23 gennaio 2018; l'ultimo episodio, intitolato Amen, Alter!, venne trasmesso in prima visione il 26 agosto 2021.

## Trama
Maik Schäfer è un truffatore di Berlino ricercato dalla polizia: durante la sua fuga, si traveste dapprima da controllore di treno e poi, dopo aver rubato la tonica a un passeggero, da sacerdote. Giunto nel quartiere berlinese di Läuterberg, viene scambiato dalla perpetua Maria per il nuovo prete Josef Sanmann: Schäfer coglie così al volo l'occasione, sfruttandola a proprio vantaggio, e si cala così nel nuovo "ruolo".
Nel corso della sua permanenza, Maik, si innamora, ricambiato, della corista Eva Hellwarth, che di lavoro fa la poliziotta.

## Episodi
| Stagione         | Puntate | Prima TV Germania | Prima TV Italia |
| ---------------- | ------- | ----------------- | --------------- |
| Prima stagione   | 10      | 2018              | inedita         |
| Seconda stagione | 10      | 2019              | inedita         |
| Terza stagione   | 8       | 2021              | inedita         |

## Personaggi e interpreti
- Maik Schäfer a.k.a. Josef Sanmman, interpretato da Daniel Donskoy (ep. 1-28)
- Maria Böhme, interpretata da Suzi Banzhaf (ep. 1-28). È la perpetua.[4]
- Eva Hellwarth, interpretata da Bettina Burchard (ep. 1-28). Poliziotta e corista della chiesa, si innamora di Maik.[1][4]
- Ellen Hellwarth, interpretata da Marie Burchard (ep- 1-24)
- Tom Richter, interpretato da Steve Windolf (ep. 3-7) e  Bernd-Christian Althoff (12-20). È il marito di Ellen.

## Produzione
La serie è stata girata in gran parte a Zons, frazione del comune di Dormagen, in Renania Settentrionale-Vestfalia. Nel corso delle riprese, si registrarono delle proteste da parte degli abitanti del posto, che si lamentavano dei divieti di transito e di parcheggio dovuti proprio alle registrazioni della serie.

## Sigla TV
La sigla della serie è Devil in Me di Purple Disco Machine.

## Premi e nomination
- 2018: Nomination al Bayerischer Fernsehpreis a Daniel Donskoy come miglior attore in una serie TV[10]